# 中车成都机车车辆
中车成都机车车辆有限公司（英語：CRRC Chengdu Co., Ltd.）位于中华人民共和国四川省成都市，目前由中国中车子公司中车四方车辆控股，主营业务包括铁路机车、铁路客车修理，以及电机制造。公司前身为始创于1952年的成都机车车辆工厂。

## 历史
成都机车车辆工厂是中华人民共和国成立之后第一批建立的铁路机车车辆工业企业。1952年，由于成渝铁路建成通车，同时宝成铁路施工，故选址成都建立机车修理厂，填补中国西南地区铁路工业的空白。成都机车车辆工厂从筹建到投产仅用了四年时间，当时建设的生产规模为年修蒸汽机车150台，后经改造转修内燃机车。
踏入2000年代，随着国企主辅分离、辅业改制的浪潮、中国机车车辆工业与铁道部的脱钩，中国铁路机车车辆工业总公司重组分为中国南车、北车两大集团公司，成都机车车辆厂作为重要组成部分划归为中国南方机车车辆工业集团公司，更名为中国南车集团成都机车车辆厂。2007年6月28日成都机车车辆厂改制为有限責任公司，成立成都南车机车车辆有限公司。2007年11月，成都南车机车车辆有限公司更名为南车成都机车车辆有限公司。2015年12月，南车成都机车车辆有限公司更名为中车成都机车车辆有限公司。2023年6月15日，中国中车将其所持有的中车成都机车车辆股份无偿划转至子公司中车四方车辆，不再直接持有成都公司股权。

## 参看
- 成渝铁路
- 中车资阳机车
- 中车眉山车辆